# Virginia Randolph Cary
Virginia Randolph Cary (* 30. Januar 1786; † 2. Mai 1852 in Alexandria, Virginia) war eine amerikanische Schriftstellerin des 19. Jahrhunderts, zu ihren einflussreichsten Werken gehört Letters on Female Character, Addressed to a Young Lady, on the Death of Her Mother (1828).

## Leben und Werk
Vermutlich wurde sie in Goochland County, Virginia, auf Tuckahoe, der Plantage ihrer Eltern, Thomas Mann Randolph (1741–1794) und dessen erster Frau Ann Cary Randolph geboren. Die Familie Randolph gehörte zu den einflussreichsten Familien Virginias, deren Wurzeln bis in die frühe Kolonialzeit zurückreicht. Sie war eine Nachfahrin von Pocahontas und ihrem britischen Ehemann John Rolfe. Zu ihren zwölf Geschwistern gehörten Mary Randolph, Autorin des einflussreichen Kochbuchs The Virginia House-Wife (1824), und Thomas Mann Randolph (1768–1828), Mitglied des Repräsentantenhauses (1803–1807) und Gouverneur von Virginia (1819–1822). Nach dem Tod ihrer Mutter lebte sie in Albemarle County, Virginia, in Monticello bei ihrem Bruder und ihrer Schwägerin Martha Jefferson Randolph, der Tochter von Thomas Jefferson.
Am 28. August 1805 heiratete Virginia in Fluvanna County, Virginia, ihren Cousin Wilson Jefferson Cary. Das Paar hatte sechs Kinder: Col. Wilson Miles Cary (1806–1877), Archibald Cary (er heiratete Monimia Fairfax und war der Vater der bekannte Schriftstellerin Constance Cary Harrison), Jane Blair Cary, Elizabeth Randolph Cary, Mary Randolph Cary (1806–1882) und Martha Jefferson Cary (sie heiratete Gouverneur Morris Jr., den Sohn von Gouverneur Morris, einem der Gründerväter der Vereinigten Staaten).
Nachdem Virginias Mann gestorben war, veröffentlichte sie ihre vier Hauptwerke:
- Letters on Female Character, Addressed to a Young Lady, on the Death of Her Mother (1828),
- Mutius: An Historical Sketch of the Fourth Century (1828)
- Christian Parent's Assistant, or Tales, for the Moral and Religious Instruction of Youth (1829)
- Ruth Churchill; or, The True Protestant: A Tale for the Times (1851), eine Novelle

Nach ihrem Tod in Alexandria wurde sie auf dem Saint Paul's Episcopal Church Cemetery beigesetzt.